# Fridericianum (1244)
Das Fridericianum aus dem Jahre 1244 war eine von Herzog Friedrich II. erlassene allgemeine Judenordnung und eines der humansten Judengesetze des Mittelalters. Dieses Judenprivileg wurden von den Herrschern vieler angrenzender Länder (Böhmen, Ungarn, Polen, Schlesien) fast wortgleich übernommen.

## Geschichte
Die jüdische Besiedlung Wiens begann Ende des 12. Jh. auf herzoglichem Territorium und als Kammerknechte des Herzogs standen die Juden unter besonderem Rechtsschutz, sie unterstanden nicht dem Stadtrichter, sondern einem herzoglichen Beamten, dem Judenrichter (Index Judaeorum) oder ihrem eigenen Gericht (Din Tora). Der Herzog beschäftigte jüdische Beamte und Ratgeber im Widerspruch zum damaligen Kanonischen Recht (Trennung von Christen und Juden).
Da der Handel und die Zünfte fast vollständig von Christen dominiert waren, konzentrierten sich die Juden auf den Geldverleih. Die Zinsen waren unter anderem deshalb so hoch, weil die Abgaben an den Herrscher sehr hoch waren. Im Fridericianum 1244 wurde dann der Zinsfuß auf 8 Pfennige pro Talent und Woche festgelegt, ca. 173 % jährlich, ein sehr hoher Betrag. Dadurch entstanden die ersten Judenfeindlichkeiten, weil immer mehr Christen auf jüdische Geldverleiher angewiesen waren.
Als 1236 Kaiser Friedrich II. über den Herzog die Reichsacht verhängte, öffneten die Wiener Bürger (außer Neustadt) dem kaiserlichen Heer freiwillig die Tore der Stadt. Juden wurden aus allen öffentlichen Ämtern entfernt und 1238 eine Judenordnung erlassen, die der deutschen ähnelte. Nach einer langen Belagerung 1239 unterwarf sich Wien wieder dem Herzog, Friedrich II. entzog dem Kaiser das Stadtrecht und stellte das alte Stadtrecht von 1221 wieder her. Am 1. Juli 1244 erließ er ein neues Judengesetz, das Fridericianum 1244, das die nächsten 200 Jahre gelten soll.

## Inhalt (Auszug)
- §1: In finanziellen und eigentumsrechtlichen Streitsachen, die einen Juden betreffen, kann „kein Christ wider einen Juden, außer mit einem Christen und einem Juden zur Zeugschaft zugelassen werden“.
- §9: Wenn ein Christ einen Juden verwundet, zahlt er an die herzögliche Kammer eine Geldstrafe von 12 Mark Gold, dem Juden 12 Mark Silber und die Heilkosten.
- §10: „Welcher Christ einen Juden tötet, soll mit dem Tode bestraft werden“ und sein Vermögen kommt an den Herzog.
- §12: Juden dürfen sich frei über die Grenzen hinaus bewegen.
- §13: Verstorbene Juden dürfen „aus einer Stadt, Provinz oder Herrschaft in die andere übertragen werden“, ohne an den Zollstätten dafür einen Preis entrichten zu müssen.
- §14: Auf Grabschändung jüdischer Friedhöfe steht die Todesstrafe.
- §15: Der Gottesdienst in den Synagogen darf nicht gestört werden.
- §21: „Welcher Christ an eine Jüdin gewaltsame Hand anlegt, dem soll die Hand abgeschlagen werden.“
- §22: Der christliche Judenwächter ist bei innerjüdischen Streitigkeiten nur dann zuständig, wenn er ausdrücklich angerufen wird.
- §23: Pfand und Zins müssen vom Christen bezahlt werden.
- §24: Keine Zwangseinquartierung in Judenhäuser.
- §27: Wenn ein Pfand über Jahr und Tag bei dem Juden geblieben ist, so ist er niemand darüber verantwortlich.
- §28: Pfandeinlösung darf nicht an jüdischen Feiertagen verlangt werden.
- §29: Gewalttätigkeit von Christen in jüdischen Häusern ist untersagt.
- §30: Prozess gegen Juden nur coram suis scolis oder vor dem Herzog.
- §31: Der Zinsfuß beträgt 8 Pfennige auf ein Pfund pro Woche.[1]

Das Privileg regelte vor allem wirtschaftliche Dinge, besonders im Pfand- und Kreditgeschäft, wo die Juden zahlreiche Sonderrechte erhielten. Gerichtsort war ausschließlich die Synagoge (oder direkt beim Herzog). Mit diesem Gesetz eignete sich Friedrich II. weiter das Judenregal an.